# Teksteditor

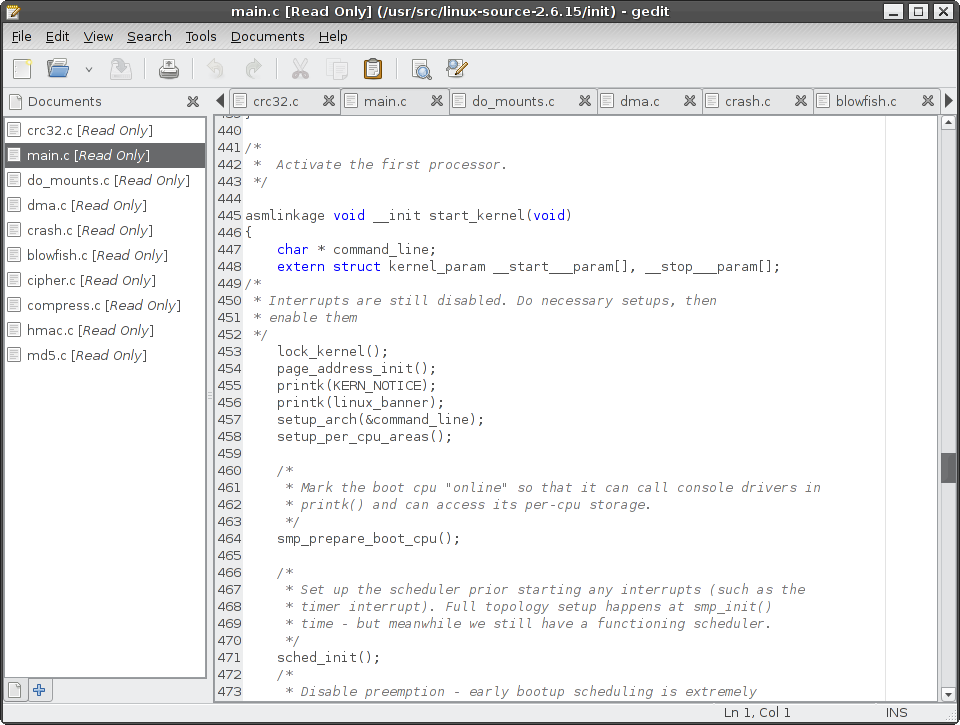
De teksteditor gedit.

Een teksteditor of tekstbewerker is een computerprogramma waarmee onopgemaakte digitale tekst (platte tekst, bijv. gecodeerd als ANSI, UTF-8 of UTF-16) bewerkt kan worden. Een teksteditor wordt onderscheiden van een tekstverwerker, die tot doel heeft om opgemaakte tekst te maken.
Een teksteditor wordt voor verschillende doeleinden gebruikt:
- bewerken van bestanden met systeeminstellingen
- e-mail lezen en schrijven
- eenvoudige aantekeningen
- het maken van internetbestanden in onder andere HTML
- programmeren

Voor de laatste twee zijn over het algemeen ook gespecialiseerde teksteditors beschikbaar met functies die gericht zijn op het schrijven en bewerken van broncode in een bepaalde programmeertaal.
Opgemaakte tekst op het klembord kan worden omgezet in platte tekst door deze in een teksteditor te plakken.

## Extra mogelijkheden
Een eenvoudige teksteditor kan wijzigingen ongedaan maken en tekst vervangen. Een voorbeeld van een zeer eenvoudige editor is Kladblok, een onderdeel van Microsoft Windows. Meer geavanceerde teksteditors hebben extra mogelijkheden zoals:
- Zeer grote tekstbestanden bewerken.
- Syntaxiskleuring, die voor verschillende soorten bronbestanden de tekstonderdelen elk zijn eigen kleur geeft.
- Automatische regelnummering.
- Meerdere bestanden tegelijkertijd geopend hebben.
- Splitsen van het scherm in meerdere delen, met in elk deel een bestand, of verschillende plekken in hetzelfde bestand.
- Zoeken en vervangen met speciale mogelijkheden, zoals 'het begin van een regel' of met behulp van reguliere expressies.
- Definitie van macro's, die bepaalde handelingen kunnen herhalen.
- Een bestand wijzigen dat zich op het internet bevindt (via file transfer protocol).

## Enkele populaire teksteditors
- Emacs - Unix/Linux
- Gedit - Unix/Linux/Windows
- jEdit - Unix/Linux/macOS/Windows
- Kladblok - Windows
- Notepad++ - Windows
- TECO - destijds populaire editor op VAX-computersystemen (jaren 70 van de twintigste eeuw)
- TextEdit en TextWrangler - macOS
- vi - Unix/Linux/macOS
- vim - Unix/Linux/macOS/Windows